# Nenema concinna
Nenema concinna är en insektsart som först beskrevs av Doering 1941.  Nenema concinna ingår i släktet Nenema och familjen Caliscelidae. Inga underarter finns listade i Catalogue of Life.